# Zuidwendingpolder
De Zuidwendingpolder (ook bekend als Zuidwenning) is een voormalig waterschap in de provincie Groningen.
De polder lag op een laaggelegen grond tegen het Voolhok aan op de plek die grotendeels wordt ingenomen door de wijk Bornholm in Delfzijl-Noord. De molen van de polder sloeg uit op het Biessumermaar. Sinds de  jaren 90 wordt de polder bemalen door het gemaal Ladysmith, genoemd naar het gehucht Naterij, dat ook met deze naam werd aangeduid. 
Waterstaatkundig gezien ligt het gebied sinds 1995 binnen dat van het waterschap Noorderzijlvest.

## Naam
- Zie: Zuidwending